# Кубок Европы по лёгкой атлетике в помещении 2003
Первый в истории Кубок Европы по лёгкой атлетике в помещении прошёл 15 февраля 2003 года в Лейпциге на «Арене Лейпциг». Участники боролись за командную победу среди мужчин и женщин.
Состав участвующих сборных был сформирован по итогам летнего Кубка Европы 2002 года. Приглашение получили первые шесть команд Суперлиги среди мужчин и женщин, а также по две лучшие страны из Первой лиги.
Соревнования прошли в один день, всего было проведено 10 мужских и 9 женских дисциплин.

## Командное первенство
В мужской части соревнований сборные Испании и Германии набрали одинаковое количество очков, поэтому победитель определялся по дополнительным показателям. Перед заключительным видом, шведской эстафетой, испанцы имели преимущество в четыре очка над хозяевами соревнований, однако были дисквалифицированы за неправильную передачу палочки. Судьба командной победы была в руках сборной Германии, за которую на последнем этапе бежал олимпийский чемпион Нильс Шуман. За 2 круга до финиша он выронил эстафетную палочку и уже не смог догнать лидеров, заняв только пятое место, которое позволило немцам догнать испанцев в общем зачёте. По первому дополнительному параметру, количеству побед, между ними оказалось равенство (по 3), но по количеству вторых мест (2 против 1) победителем стала Испания.
| Место | Команда        | Очки |
| ----- | -------------- | ---- |
| 1     | Испания        | 56   |
| 2     | Германия       | 56   |
| 3     | Франция        | 49   |
| 4     | Россия         | 49   |
| 5     | Италия         | 47   |
| 6     | Польша         | 46   |
| 7     | Великобритания | 39   |
| 8     | Греция         | 24   |

| Место | Команда        | Очки |
| ----- | -------------- | ---- |
| 1     | Россия         | 60   |
| 2     | Германия       | 49   |
| 3     | Великобритания | 40   |
| 4     | Франция        | 40   |
| 5     | Польша         | 40   |
| 6     | Испания        | 37   |
| 7     | Греция         | 32   |
| 8     | Румыния        | 31   |

## Сильнейшие в отдельных видах
Сокращения: WR — мировой рекорд | ER — рекорд Европы | NR — национальный рекорд | CR — рекорд соревнований

### Мужчины
| Дисциплина                 | 1-е место                                                          | 1-е место  | 2-е место                                                                 | 2-е место | 3-е место                                                                  | 3-е место |
| -------------------------- | ------------------------------------------------------------------ | ---------- | ------------------------------------------------------------------------- | --------- | -------------------------------------------------------------------------- | --------- |
| 60 м                       | Джейсон Гарденер Великобритания                                    | 6,55 CR    | Аристотелис Гавелас Греция                                                | 6,61      | Андрей Епишин Россия                                                       | 6,70      |
| 400 м                      | Марек Плавго Польша                                                | 46,76 CR   | Давид Каналь Испания                                                      | 46,93     | Джейми Болч Великобритания                                                 | 46,99     |
| 800 м                      | Рене Хермс Германия                                                | 1.48,65 CR | Дмитрий Богданов Россия                                                   | 1.49,30   | Николя Аисса Франция                                                       | 1.49,43   |
| 1500 м                     | Хуан Карлос Игуэро Испания                                         | 3.41,64 CR | Саид Шебили Франция                                                       | 3.42,27   | Збигнев Грачик Польша                                                      | 3.42,55   |
| 3000 м                     | Юсеф Эль Насри Испания                                             | 8.00,28 CR | Ян Фичен Германия                                                         | 8.00,59   | Лоренцо Перроне Италия                                                     | 8.01,15   |
| 60 м с барьерами           | Майк Феннер Германия                                               | 7,68 CR    | Андреа Джакони Италия                                                     | 7,74      | Ладжи Дукуре Франция                                                       | 7,77      |
| Эстафета 200+400+600+800 м | Франция · Лесли Джон · Седрик Фелип · Джимми Ломба · Флоран Лакасс | 4.14,42 CR | Польша · Марцин Урбась · Пётр Рысюкевич · Артур Гасевский · Гжегож Кшосек | 4.15,18   | Великобритания · Джулиан Голдинг · Мэттью Элиас · Джаред Дикон · Крис Мосс | 4.16,38   |
| Прыжок в высоту            | Алессандро Талотти Италия                                          | 2,28 м CR  | Ярослав Рыбаков Россия                                                    | 2,26 м    | Роман Фрикке Германия                                                      | 2,24 м    |
| Прыжок в длину             | Яго Ламела Испания                                                 | 8,09 м CR  | Руслан Гатауллин Россия                                                   | 7,97 м    | Крис Томлинсон Великобритания                                              | 7,97 м    |
| Толкание ядра              | Ральф Бартельс Германия                                            | 19,69 м CR | Мануэль Мартинес Испания                                                  | 19,60 м   | Иван Юшков Россия                                                          | 19,58 м   |

### Женщины
| Дисциплина                 | 1-е место                                                                         | 1-е место  | 2-е место                                                                  | 2-е место | 3-е место                                                         | 3-е место |
| -------------------------- | --------------------------------------------------------------------------------- | ---------- | -------------------------------------------------------------------------- | --------- | ----------------------------------------------------------------- | --------- |
| 60 м                       | Кристина Аррон Франция                                                            | 7,18 CR    | Марина Кислова Россия                                                      | 7,24      | Эстер Мёллер Германия                                             | 7,30      |
| 400 м                      | Грит Бройер Германия                                                              | 51,91 CR   | Кэтрин Мёрфи Великобритания                                                | 52,63     | Наталья Антюх Россия                                              | 52,66     |
| 800 м                      | Майте Мартинес Испания                                                            | 2.03,14 CR | Джоанн Фенн Великобритания                                                 | 2.03,70   | Анна Якубчак Польша                                               | 2.04,03   |
| 1500 м                     | Хейли Туллетт Великобритания                                                      | 4.08,63 CR | Юлия Косенкова Россия                                                      | 4.09,10   | Лидия Хоецкая Польша                                              | 4.10,79   |
| 3000 м                     | Галина Богомолова Россия                                                          | 8.55,41 CR | Сабрина Моккенхаупт Германия                                               | 8.56,33   | Виолетта Франкевич Польша                                         | 9.00,77   |
| 60 м с барьерами           | Глори Алози Испания                                                               | 7,94 CR    | Линда Ферга Франция                                                        | 8,06      | Флора Рентуми Греция                                              | 8,17      |
| Эстафета 200+400+600+800 м | Россия · Юлия Табакова · Светлана Гончаренко · Наталья Хрущелёва · Светлана Клюка | 4.41,69 CR | Германия · Габи Рокмайер · Клаудия Маркс · Ульрике Урбански · Аня Книппель | 4.49,40   | Румыния · Эвелина Лисенко · Мария Рус · Алина Рыпану · Елена Ягэр | 4.52,62   |
| Прыжок с шестом            | Светлана Феофанова Россия                                                         | 4,65 м CR  | Анника Беккер Германия                                                     | 4,50 м    | Моника Пырек Польша                                               | 4,30 м    |
| Тройной прыжок             | Аделина Гаврилэ Румыния                                                           | 14,23 м CR | Ольга Васдеки Греция                                                       | 14,07 м   | Карлота Кастрехана Испания                                        | 14,01 м   |